# Radiant
Radiant (ラディアン, Radian) é uma série francesa histórias em quadrinhos no estilo mangá escrita e ilustrada por Tony Valente. O título é publicado pela Ankama desde 2013 e atualmente possui 19 volumes lançados em francês. Mais tarde, foi publicado pela editora japonesa Asukashinsha em 2015, tornando-o o primeiro mangá francês a ser publicado no Japão. A série recebeu uma adaptação em anime pelo estúdio Lerche, que foi ao ar de 6 de outubro de 2018 a 23 de fevereiro de 2019. O anime foi renovado para uma segunda temporada, que está programada para estrear em 2 de outubro de 2019.

## Anime
NHK anunciou a série em 31 de janeiro de 2018. a animação é dirigida por Seiji Kishi e Daisei Fukuoka e escrito por Makoto Uezu, com animação pelo estúdio Lerche. Desenhos dos personagens da série são produzidos por Nozomi Kawano, e Masato Kōda está compondo músicas da série. O tema de abertura é "Utopia" por 04 Limitada Sazabys. O tema de encerramento música é "Radiante" por Polkadot Stingray.

## Episódios

### 1.ª temporada
| Número | Título | Data de transmissão Original |
| ------ | --- | ---------------------------- |
| 1      | "O Jovem Feiticeiro -Seth-" "Mahōtsukai não shonen -Seth-" (魔法使いの少年 -Seth-)                                                 | 6 de outubro de 2018         |
| 2      | "A Verdadeira Coragem -Coragem-" "Hontō não yuuki -Coragem-" (本当の勇気 -Bravura-)                                                | 13 de outubro de 2018        |
| 3      | "Dia da Partida -Alma-" "Tabidachinohi -Alma-" (旅立ちの日 -Alma-)                                                                 | 20 de outubro de 2018        |
| 4      | "Uma Reunião no Céu -Encontro-" "Ōzora não deai -Encontro-" (大空の出会い -Encontro-)                                              | 27 de outubro de 2018        |
| 5      | "Um Paraíso de Sabedoria e Esperança -Artemis-" "Eichi para kibo foi testado nenhum rakuen -Artemis-" (英知と希望の楽園 -Artemis-) | 3 de novembro de 2018        |
| 6      | "Gotas de Amizade -Melie-" "Yūjō no shizuku -Melie-" (友情の雫 -Mélie-)                                                            | 10 de novembro de 2018       |
| 7      | "O Habitante do Esgoto -Monster-" "Chika suidō ni hisomu mono -Monster-" (地下水道に潜む者 -Monster-)                              | 17 de novembro de 2018       |
| 8      | "Prova de Força -Progress-" "Tsuyo-sa no shōmei -Progress-" (強さの証明 -Progress-)                                                | 24 de novembro de 2018       |
| 9      | "Aqueles que caçam hereges -Inquisition-" "Itan o karu-mono-tachi -Inquisition-" (異端を狩る者たち -Inquisition-)                  | 1 de dezembro de 2018        |
| 10     | "Vassoura das Memórias -Memory-" "Omoide no hōki -Memory-" (思い出の箒 -Memory-)                                                   | 8 de dezembro de 2018        |
| 11     | "A Cidade que Troveja como o Trovão -Rumble Town-" "Gōon to kensō no machi -Rumble Town-" (轟音と喧騒の街 -Rumble Town-)           | 15 de dezembro de 2018       |
| 12     | "As Trevas que se Enraízam na Cidade -Darkness-" "Machi ni sukuu yami -Darkness-" (街に巣食う闇 -Darkness-)                        | 22 de dezembro de 2018       |
| 13     | "Prelúdio da Turbulência -Storm-" "Dōran jokyoku -Storm-" (動乱序曲 -Storm-)                                                       | 29 de dezembro de 2018       |
| 14     | "As Badaladas do Sino da Destruição -Catastrophe-" "Hōkai no kanenone -Catastrophe-" (崩壊の鐘の音 -Catastrophe-)                  | 5 de janeiro de 2019         |
| 15     | "Punhos que são como Estrelas Cadentes - Burst-" "Sono kobushi wa ryuusei no you ni -Burst-" (その拳は流星のように -Burst-)        | 12 de janeiro de 2019        |
| 16     | "Voe Mais Alto e Penetre a Tempestade -Rising-" "Arashi ugachi maiagare -Rising-" (嵐穿ち舞い上がれ -Rising-)                      | 19 de janeiro de 2019        |
| 17     | "Pare o som do vento -Serenade-" "Ima kazenone o tomete -Serenade-" (いま風の音を止めて -Serenade-)                                | 26 de janeiro de 2019        |
| 18     | "A Luz Após Escuridão -Awakening-" "Yami no ato no hikari -Awakening-" (闇のあとの光 -Awakening-)                                  | 2 de fevereiro de 2019       |
| 19     | "O mundo que você mudou -Relief-" "Kimi ga kaeta sekai -Relief-" (君が変えた世界 -Relief-)                                         | 9 de fevereiro de 2019       |
| 20     | "Presságio -Sign-" "Yochō -Sign-" (予兆 -Sign-)                                                                                    | 16 de fevereiro de 2019      |
| 21     | "Em Busca de Futuro -Utopia-" "Mirai o motomete -Utopia-" (未来を求めて -Utopia-)                                                  | 23 de fevereiro de 2019      |

1. ↑  All English episode titles are taken from Crunchyroll.

### 2.ª temporada
| Número | Título | Data de transmissão Original |
| ------ | --- | ---------------------------- |
| 1      | "Em direção a uma Nova Aventura -Overture-" "Aratanaru bōken e -Overture-" (新たなる冒険へ -Overture-)                                           | 2 de outubro de 2019         |
| 2      | "Um Encontro na Chuva -Mist-" "Kirisame no kaikō -Mist-" (霧雨の邂逅 -Mist-)                                                                     | 9 de outubro de 2019         |
| 3      | "A Capital dos Cavaleiros -Caislean Merlin-" "Kishi no To -Caislean Merlin-" (騎士の都 -Caislean Merlin-)                                        | 16 de outubro de 2019        |
| 4      | "Aquele que traz a calamidade -Dullahan-" "Wazawai o yobu mono -Dullahan-" (災いをよぶ者 -Dullahan-)                                             | 23 de outubro de 2019        |
| 5      | "No silêncio da chuva, corações distantes -Rain-" "Amaoto shizukani kokoro wa tōku -Rain-" (雨音静かに心は遠く -Rain-)                           | 30 de outubro de 2019        |
| 6      | "O nome dele é… -Diabal-" "Ka no mono no nawa -Diabal-" (彼の者の名は -Diabal-)                                                                  | 6 de novembro de 2019        |
| 7      | "A Batalha contra o Spectrum -Spectre-" "Supekutoru kōbō-sen -Spectre-" (スペクトル攻防戦 -Spectre-)                                             | 13 de novembro de 2019       |
| 8      | "Seth na Floresta do Tempo -Caillte-" "Toki no Mori no Seto -Caillte-" (時の森のセト -Caillte-)                                                  | 20 de novembro de 2019       |
| 9      | "Palácio Real das Conspiraçãoes -Palace-" "Bōryaku no ōkyū -Palace-" (謀略の王宮 -Palace-)                                                       | 27 de novembro de 2019       |
| 10     | "Prè-Requisitos para a Cavalaria -Quality-" "Kishi no shikaku -Quality-" (騎士の資格 -Quality-)                                                  | 4 de dezembro de 2019        |
| 11     | "Agora, sinta o mundo -Resonance-" "Ima sekai o kanjite -Resonance-" (いま世界を感じて -Resonance-)                                              | 11 de dezembro de 2019       |
| 12     | "A Verdade è como uma Maldição -Ocoho-" "Shinjitsu wa noroi no yō ni -Ocoho-" (真実は呪いのように -Ocoho-)                                       | 18 de dezembro de 2019       |
| 13     | "Sua decisão -Knighthood-" "Kimi no ketsui -Knighthood-" (君の決意 -Knighthood-)                                                                 | 25 de dezembro de 2019       |
| 14     | "O Local da Batalha Final -Battlefield-" "Kessen no daichi -Battlefield-" (決戦の大地 -Battlefield-)                                             | 8 de janeiro de 2020         |
| 15     | "A Melodia da Morte que Convida ao Inferno -Harmonizium-" "Naraku e izanau horobi no shirabe -Harmonizium-" (奈落へ誘う滅びの調べ -Harmonizium-) | 15 de janeiro de 2020        |
| 16     | "A Luz da Vida que Vai se Apagando -Tragedy-" "Kie yuku inochi no tomoshibi -Tragedy-" (消えゆく命の灯火 -Tragedy-)                              | 22 de janeiro de 2020        |
| 17     | "O Dragão Negro Desceu dos Céus -Pen Draig-" "Kuroki ryū wa maiorita -Pen Draig-" (黒き竜は舞い降りた -Pen Draig-)                               | 29 de janeiro de 2020        |
| 18     | "O Que Brilha è a Vontade das Pessoas -Resistance-" "Kagayaku wa hito no ishi -Resistance-" (輝くは人の意思 -Resistance-)                        | 5 de fevereiro de 2020       |
| 19     | "Não consigo ouvir sua voz -Myrddin-" "Kiminokoe ga kikoenai -Myrddin-" (君の声が聞こえない -Myrddin-)                                           | 12 de fevereiro de 2020      |
| 20     | "Um Bouquet de Flores para Esta Terra -Fantasia-" "Kono daichi ni hanataba o -Fantasia-" (この大地に花束を -Fantasia-)                           | 19 de fevereiro de 2020      |
| 21     | "O Futuro Está Com Você -Eternity-" "Mirai wa kimi to tomoni -Eternity-" (未来は君とともに -Eternity-)                                           | 26 de fevereiro de 2020      |